# Karl Friedrich Ludwig von Lobenthal
Karl Friedrich Ludwig von Lobenthal (* 20. April 1766 in Quedlinburg; † 14. März 1821 in Magdeburg) war ein preußischer Generalmajor.

## Leben

### Herkunft
Seine Eltern waren Friedrich Ludwig von Lobenthal († 1771) und dessen Ehefrau Veronika Elisabeth, geborene von Wulffen (1746–1828).

### Militärkarriere
Lobenthal kam am 1. April 1780 als Gefreitenkorporal in das Infanterieregiment Nr. 27. Dort wurde er am 8. September 1782 Portepeefähnrich und am 6. August 1783 Fähnrich. Als solcher nahm er 1787 am Feldzug in Holland teil. Am 19. April 1788 wurde er Sekondeleutnant und nahm 1792/95 am Ersten Koalitionskrieg teil. Er kämpfte in den Schlachten bei Vicogne, Kaiserslautern, Valenciennes und St. Amand sowie in den Gefechten bei Schwalm, Famars, St. Imbert, Saarbrücken und Johanniskreuz. Am 11. Dezember 1793 erhielt Lobenthal den Orden Pour le Mérite und wurde Mitte Juni 1794 Premierleutnant. Am 22. Januar 1799 wurde er zum Stabskapitän befördert und avancierte am 23. November 1802 zum Kapitän und Kompaniechef. Während des Vierten Koalitionskrieges kämpfte Lobenthal in der Schlacht bei Auerstedt sowie im Gefecht bei Nordhausen. Nach der Kapitulation bei Lübeck wurde er inaktiv gestellt.
Nach dem Frieden von Tilsit wurde er am 12. November 1808 Major im Regiment Garde zu Fuß. Am 5. Januar 1810 wurde er zum Kommandeur des III. Bataillons ernannt. Aufgrund seiner angegriffenen Gesundheit erhielt Lobenthal ab dem 27. Mai 1810 zwei Monate Urlaub bei halbem Gehalt, um sich in Karlsbad zu erholen. Am 15. Juni 1812 beauftragte man ihn mit der Führung des 1. Ostpreußische Infanterie-Regiments und zwei Tage später folgte seine Ernennung zum Kommandeur dieses Verbandes. Am 25. April 1813 wurde er zum Oberstleutnant und am 8. September 1813 zum Oberst befördert. Während der Befreiungskriege kämpfte er in den Gefechten bei Danigkow, in den Schlachten an der Katzbach und bei Leipzig sowie dem Übergang bei Wartenburg. Bei Leipzig wurde Lobenthal verwundet und erwarb bei Wartenburg das Eiserne Kreuz I. Klasse und den Orden des Heiligen Wladimir.
Am 30. Mai 1814 wurde er mit Patent vom 6. April 1814 zum Generalmajor befördert. Aufgrund seiner angeschlagenen Gesundheit erhielt er am 4. Juli 1814 einen zweimonatigen Urlaub und verbrachte die Zeit in Teplitz. In der Zeit wurde er am 10. August 1814 zum Brigadekommandeur im I. Armee-Korps ernannt. Am 18. Januar 1815 wurde er als Brigadekommandeur in die Mark versetzt und am 10. April 1815 kam er als Brigadechef in das I. Armee-Korps. Bereits am 27. September 1815 kam er als Kommandeur in die IV. Brigade und von dort am 10. Januar 1816 als Kommandeur in die VIII. Brigade und schon am 13. März 1816 als Kommandeur in die 7. Division.
Am 11. Juni 1816 erhielt wieder zwei Monate Urlaub für Behandlungen in Karlsbad und Teplitz. Am 16. Januar 1816 bekam er vom König den Roten Adlerorden III. Klasse und am 16. Mai 1818 die Erlaubnis, den Hausorden vom Goldenen Löwen zu tragen. Am 24. Mai 1820 beauftragte man ihn mit der Führung der Geschäfte als Erster Kommandant der Festung Magdeburg. In dieser Eigenschaft erhielt er den Roten Adlerorden II. Klasse mit Eichenlaub. Bereits ab 1816 hatte er in Magdeburg das Haus Domplatz 5 gemietet. Er starb am 14. März 1821 in Magdeburg.

### Familie
Lobenthal heiratete am 21. Oktober 1793 Sophie Luise Friederike von Itzenplitz (1768–1841) aus dem Haus Grieben. Das Paar hatte folgende Kinder:
- Karl Friedrich (1799–1872), preußischer Oberstleutnant a. D. ⚭ Wilhelmine Kurzius (1814–1900)
- Eduard (1802–1854), preußischer Sekondeleutnant a. D.
- Lisette (* 1804), starb unverheiratet